# Holcocera nana
Holcocera nana é uma espécie de mariposa do gênero Holcocera pertencente à família Coleophoridae.